# PPG广场
PPG广场，位于宾夕法尼亚州匹兹堡市中心。PPG广场占地三个街区面积5.5英亩，由六栋建筑组成。PPG广场由约翰逊&伯奇建筑师事务所设计。
PPG广场以PPG工业集团命名，其也是广场的主要租户和建案发起者。建筑群采用玻璃外观，玻璃风格相似，使用19,750块玻璃建造。PPG广场的主建筑是40层楼高One PPG Place大厦。广场在1981年1月28日举行奠基仪式，1983 -1984年投入使用，1984年4月11日落成。广场建设花费2亿美元（今天的6.31亿美元）。2011年希尔曼公司 (The Hillman Company)将广场出售给了Highwoods Properties。

## 建造过程

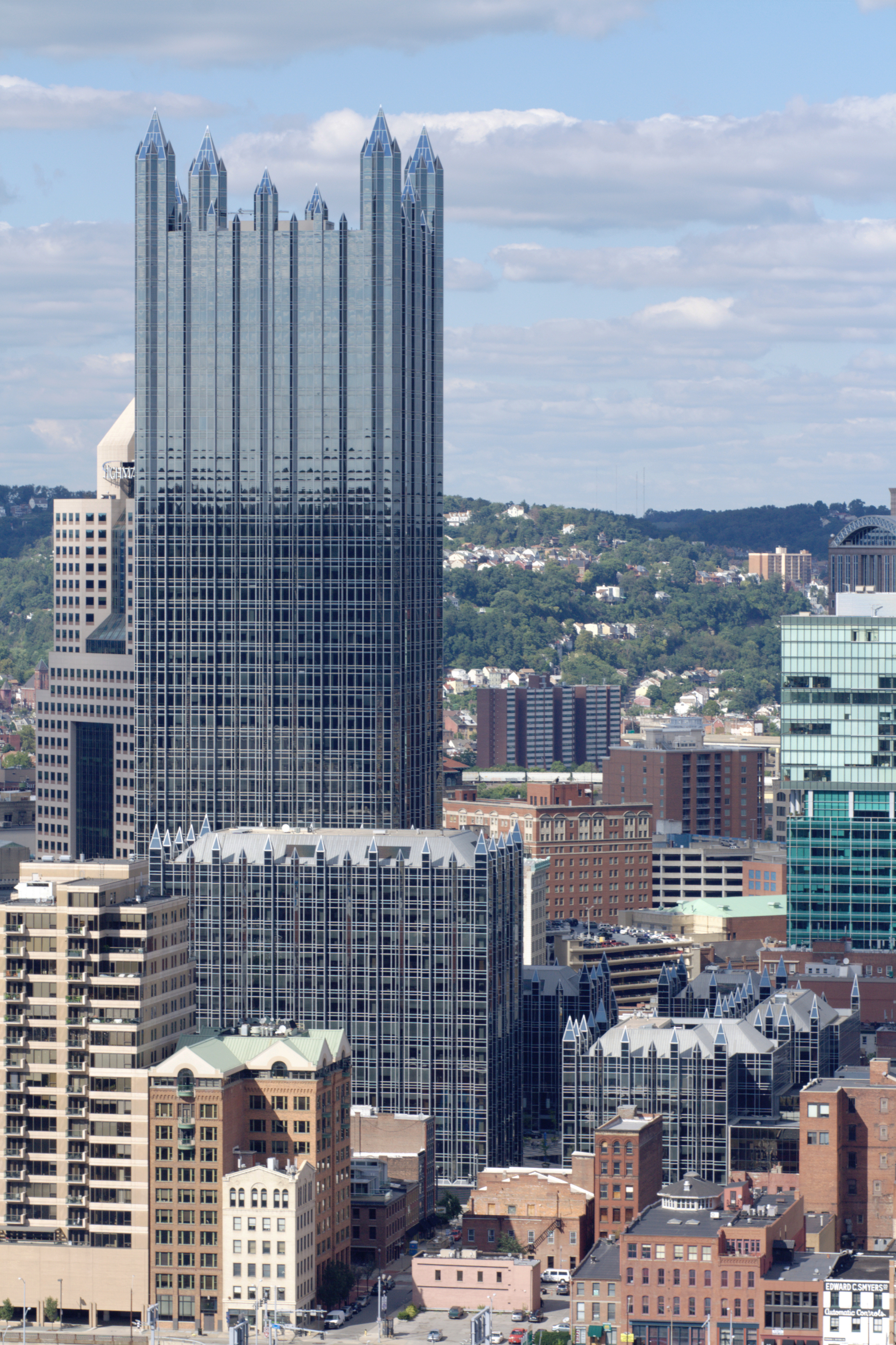
从华盛顿山俯瞰广场

PPG工业公司（前身为匹兹堡平板玻璃公司）为使用用新总部而发起该项目。PGG在1895年将总部设于匹兹堡市中心。PGG将此建案承包给约翰逊&伯奇建筑师事务所。广场的设计灵感来自伦敦维多利亚塔 、 亨利·霍布森·理查森设计的阿勒格尼县法院和查尔斯·克劳德设计的匹兹堡学习大教堂等。广场起建前PPG福特城工厂生产过一个高8英尺、重600磅的玻璃模型。
广场建造前于此地发现遗址。匹兹堡大学人类学团队在距古匹兹堡门约1,000英尺的国王花园和国王果园中挖掘出超过10,000件的18世纪的文物，还有很多医疗器械，证明此地以前有医疗设施。团队还发现了几口1800年左右的石井和蓄水池，井里充满垃圾和文物，这些水井随着定居点的扩大在19世纪初干涸。此前这里是四层楼高的Guskey百货。
该建筑群拥有231个玻璃尖顶，最大的一个高25米。PGG公司为了彰显自己的玻璃事业，均于建筑群采用反射绝缘玻璃。建筑群采用19,750块PPG Solarban 550 Twindows玻璃，玻璃面积超过一百万平方英尺。主建筑为40层的One PPG Place 。PPG公司占用One PPG Place大楼50%的空间。广场还有一栋14层高的建筑和四栋6层高的建筑。PPG工业公司也使用其他大楼。One PPG Placel的大堂采用红色玻璃建造，高15米。此大厦设有21部电梯，每部电梯的材料都使用透明玻璃糅合碎玻璃制造。广场总耗资2亿美元。
One PPG Placel的设计与众不同，而且还很节能。夏季热量会被玻璃反射，冬季会吸收红外能进入大厦。大厦的表墙采用屏蔽墙结构，将内墙与外墙有效分隔。该建筑还能利用计算机运行产生的余热，并在大厦内部循环使用。
广场的落成代表匹兹堡迎来“第二次文艺复兴”。过去匹兹堡经历了钢铁厂关闭经济去工业化，不过匹兹堡平板玻璃公司（PPG前身）仍是财富500强企业。
1983年8月办公空间启用，1984年11月零售商店开业，1984年4月11日广场完全落成。

## 广场建筑和公共场所

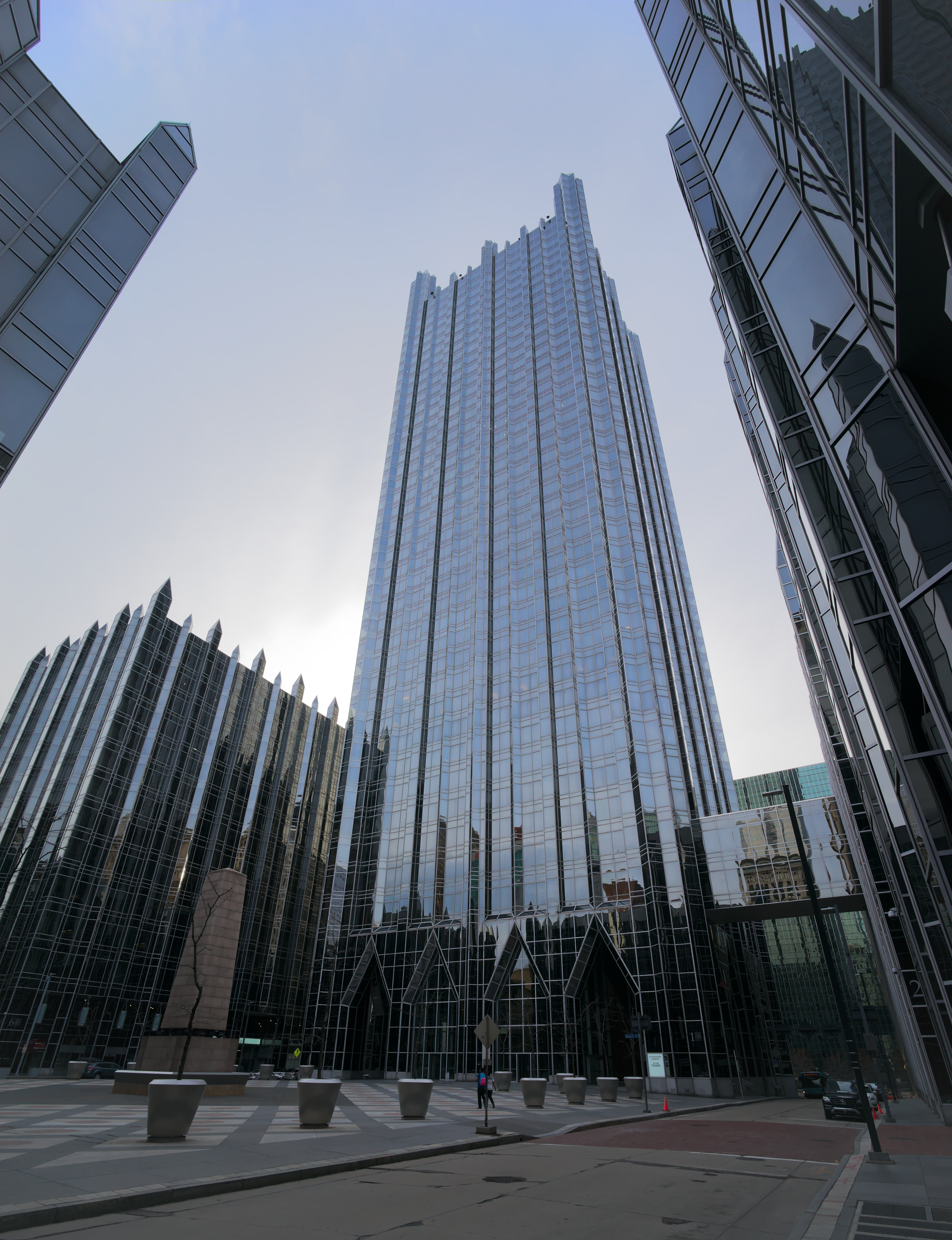
露天广场周围的PPG建筑

PPG广场占地6个街区22000平方米，南北以福布斯大道和盟军大道为界，东西以斯坦尼克斯街和伍德街为界。PPG广场由六栋建筑环绕露天广场所构成： 
- One PPG Place，一栋40层建筑，高度为635英尺（194）, 总容量约为1.5 × 106平方英尺（140,000平方）.[15] 这是广场最高的建筑，也是广场主建筑，截至 2020 年，它是匹兹堡第三高的建筑。[15]
- Two PPG Place, 6层建筑
- Three PPG Place, 6层建筑
- Four PPG Place, 6曾建筑
- Five PPG Place, 6层建筑
- Six PPG Place, 一座14层的建筑，高度为223英尺（68）.[16]

冬季花园（Wintergarden）占地740平方米，临近斯坦维克街（Stanwix Street），顶部为玻璃制拱形天花板。One PPG Place的侧面与花园相连。
PGG广场与市场广场相邻，两个广场共组为一个大型公共空间形，匹兹堡市民很喜欢去。

### 露天广场

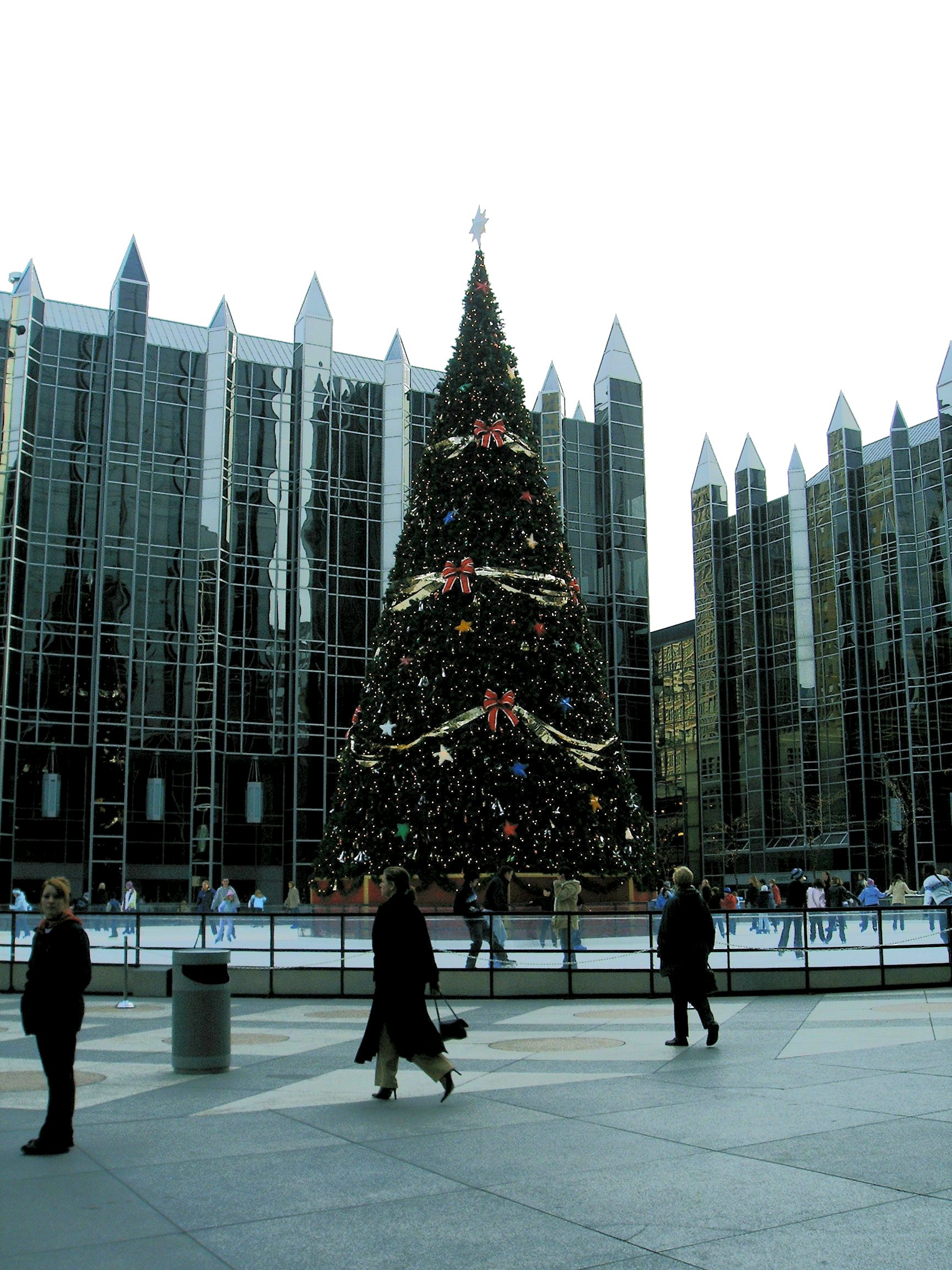
PPG广场溜冰场

PPG露天广场占地4000平方米，位于匹兹堡第三大道和第四大道之间。广场设有喷泉，喷泉有140个喷水口， 280个地下灯。喷泉2003年启用，由WET公司、SWA集团设计。喷泉的中心是一座粉红色花岗岩方尖碑。
冬季露天广场为溜冰场。溜冰场在2001年12月10启用，成为受欢迎的冬季景点。18米高的圣诞树竖立在溜冰场中心。溜冰场面积为1250平方米，比知名的纽约洛克菲勒中心溜冰场（面积560平方米）还大。

## 评论
建筑评论家和媒体称赞其是“匹兹堡城市天际线靓丽的存在”、“匹兹堡市中心最成功的项目”和“自洛克菲勒中心之后最具雄心的城市发展项目，富有公共精神”。2006年广场被匹兹堡城市报的读者评为匹兹堡最佳建筑。
2005年匹兹堡市中心办公室空置率约为20%，而PPG广场的租用率却高达87-89%。管理公司成功吸引外地企业将业务迁至匹兹堡。新闻集团子公司美国营销公司租用540平方米的办公空间。当地的Kennametal公司也租用办公空间，LandAmerica金融集团将美国其他几个地方的办公室迁往One PPG Place 12楼。卡内基梅隆大学在One PPG Place设有办公室，负责校友相关事务。

## 阅读更多
- Franklin Toker, Buildings of Pittsburgh, Society of Architectural Historians, Chicago, Center for American Places, Santa Fe, University of Virginia Press, Charlottesville, 2007. ISBN 0-8139-2650-5